# Sauber C22
O C22 é o modelo da Sauber da temporada de 2003 da Fórmula 1. Condutores: Nick Heidfeld e Heinz-Harald Frentzen.
O C22 foi conduzido por Nick Heidfeld, agora na sua terceira época com a Sauber, e foi emparelhado com o experiente Heinz-Harald Frentzen, antigo piloto da Williams e da Jordan Grand Prix, que tinha substituído Felipe Massa no Grande Prémio dos Estados Unidos de 2002. Massa deixou a equipa para se juntar à Ferrari como piloto de testes. O piloto suíço Neel Jani foi contratado como piloto de testes para a época de 2003, ajudando a desenvolver o C22.

## Resultados[5]
(legenda)
| Ano  | Chassis | Motor            | Pneus | N° | Pilotos               | 1   | 2   | 3   | 4   | 5   | 6   | 7   | 8   | 9   | 10  | 11  | 12  | 13  | 14  | 15  | 16  | Pontos | Posição |  |
| ---- | ------- | ---------------- | ----- | -- | --------------------- | --- | --- | --- | --- | --- | --- | --- | --- | --- | --- | --- | --- | --- | --- | --- | --- | ------ | ------- |  |
|      |         |                  |       |    |                       |     |     |     |     |     |     |     |     |     |     |     |     |     |     |     |     |        |         |  |
|      |         |                  |       |    |                       | AUS | MAL | BRA | SMR | ESP | AUT | MON | CAN | EUR | FRA | GBR | GER | HUN | ITA | USA | JAP |        |         |  |
| 2003 | C22     | Petronas 03A V10 | B     | 9  | Nick Heidfeld         | Ret | 8   | Ret | 10  | 10  | Ret | 11  | Ret | 8   | 13  | 17  | 10  | 9   | 9   | 5   | 9   | 19     | 6º      |  |
| 2003 | C22     | Petronas 03A V10 | B     | 10 | Heinz-Harald Frentzen | 6   | 9   | 5   | 11  | Ret | DNS | Ret | Ret | 9   | 12  | 12  | Ret | Ret | 13† | 3   | Ret | 19     | 6º      |  |

† Completou mais de 90% da distância da corrida.